# Vaszil Jurijovics Turjancsik
Vaszil Jurijovics Turjancsik ukránul: Василь Юрійович Турянчик, oroszul: Василий Юрьевич Турянчик) (Beregszentmiklós, 1935. április 17. – 2022.  március 31.) kárpátaljai ruszin származású szovjet és ukrán labdarúgóhátvéd, -középpályás és -csatár, később labdarúgóedző. Négyszeres szovjet bajnok, háromszoros ezüstérmes és kétszeres kupagyőztes.  A szovjet «B» labdarúgó-válogatott és az olimpiai csapat többszörös tagja. Minden idők legjobb ukrán válogatottjának és Kárpátalja szimbolikus labdarúgó válogatott-csapatának örökös tagja. Szovjet sportmester és érdemes sportmester.

## Pályafutása
A kis Vaszil a csehszlovák érában, a Munkácshoz közeli Beregszentmiklós községben, földműves család ötödik gyermekeként látta meg a napvilágot. Serdülőként kivette a részét a ház körüli munkából, szabadidejében pedig a labdát kergette. A középiskolai éveket követően Szolyván folytatta műszaki szakközépiskolai képzését, s a labdarúgás már akkor meghatározó szerepet játszott életében. Tanulmányai befejeztével hazatért és szakmájában helyezkedett el. Az akkor még mindig ifjú játékost 1951-ben beválogatták a kárpátaljai iskola-válogatottba és Kijevben léphetett pályára az országos bajnokságban. Otthon pedig több helyi és munkácsi csapat ismert trénerei is felfedezték a tehetségét. Az agilis és magabiztos csatár fejes góljaival hívta fel magára a figyelmet, s ez elég volt ahhoz, hogy 1953-ban az ungvári Szpartak-hoz igazoljon, mely akkoriban a szovjet bajnokság másodosztályában szerepelt. Az újoncnak nem volt sok ideje kibontakozni, mivel 1954-ben behívót kapott a seregbe. Lembergi sorkatonai szolgálata során a helyi Körzeti Tiszti-ház csapatában lépett pályára, amelyet 1956-ban átneveztek SZKA Lvov-ra. Ott a közismert Hrihorij Hrinin edző, egykori többszörös szovjet válogatott csatár vette szárnyai alá és vérbeli hátvédet faragott belőle: megtanította arra, hogyan kell igazán keményen védekezni.
Turjancsik ekkor még csak 22 éves volt. A leszerelését követően ismét az Szpartak Uzsgorod-nál folytathatta labdarúgó-karrierjét. Ám rövid idő után, 1959-ben sürgöny érkezett Kijevből, a nagynevű Dinamó-tól. Három kárpátaljai játékost: Havasi Andrást, Szabó Józsefet és magát Vaszilt próbajátékra hívták az angol Tottenham elleni barátságos mérkőzésre. Bár a Dinamo Kijev 2–1-es vereséget szenvedett, a három kárpátaljai, köztük Turjancsik bizonyított és maradt. Két év múlva pedig elnyerték az első aranyérmet a szovjet bajnokságban. A sikertörténet 10 évig íródott. Az eredményekhez több kárpátaljai labdarúgó is hozzájárult, köztük  Turjancsik Vaszil. A szovjet bajnokság első osztályában ő összességében 308 hivatalos mérkőzésen lépett pályára és a számtalan elismerés mellett négy bajnoki címet (1961, 1966, 1967, 1968) és két kupagyőzelmet (1964, 1966) szerzett a Dinamó-val. Azon kevesek közé tartozott, akik a fővárosi klub csapatkapitányai lehettek (1965-1969), és akik nemzetközi porondon, a KEK- és a BEK-mérkőzéseken is kipróbálhatták magukat. Ebben az időszakban őt tízszer is felvették a ’’33 legjobb ukrán labdarúgó listájára’’ és három alkalommal a szovjet legjobbak közé, ebből egyszer az 1. számú listára. Mindemellett tanult és befejezte a Kijevi testnevelési főiskolát. Végül 1970-ben hazatért és még egy szezont játszott az akkor már Hoverlára átkeresztelt korábbi ungvári csapatában, amelyben befejezte profi-labdarúgói pályafutását.
Az aktív labdarúgás befejezése után labdarúgóedzői és csapatvezetői feladatokat vállalt különböző kárpátaljai kluboknál. Irányítói tevékenysége során a legnagyobb eredményeket a Hoverlánál érte el, amikor a csapat 1972-ben, többek között az ő eredményes felkészítésének köszönhetően, ukrán ezüstérmes lett. Emellett, a hetvenes és nyolcvanas években a munkácsi és az ilosvai labdarúgóiskolákban a fiatal tehetségek nevelésével is foglalkozott. A labdarúgás fejlesztése terén, a több mint fél évszázadon keresztül végzett kimagasló érdemeit elismerte az ország, amikor Ukrajna államelnökétől átvehette a Szolgálati érdemérem harmadik fokozatát.

## Sikerei, díjai
Nemzetközi labdarúgótornák
- Kupagyőztesek Európa-kupája
  - negyeddöntős: 1966
- Bajnokcsapatok Európa-kupája
  - nyolcaddöntős: 1967

 Szovjetunió
- Szovjet labdarúgó-bajnokság (első osztály)
  - bajnok (4): 1961, 1966, 1967, 1968
  - ezüstérmes (3): 1960, 1965, 1969
- Az Ukrán SzSzK labdarúgó-bajnoksága
  - ezüstérmes: 1972
- Szovjet kupa
  - kupagyőztes (2): 1964, 1966
- ’’Szovjet sportmester’’ kitüntető cím: 1959
- ’’33 legjobb szovjet labdarúgó listája’’: 1962, 1966, 1967
- ’’33 legjobb ukrán labdarúgó listája’’: 1959-1968
- ’’Szovjet érdemes sportmester’’ kitüntető cím: 1967

 Ukrajna
- ’’Szolgálati érdemérem’’ 3. fokozata: 2004
  - 2010. május 27-én Munkács díszpolgárává választották.[8]

## Ajánlott irodalom
- Fedák László. Kárpátalja a sporteredmények tükrében (43., 52., 57., 116., 117. és 137. oldal). Ungvár: Karpati (1994) (ukránul)
- Krajnyanica Péter. A kárpátaljai labdarúgás története (95., 96., 100., 107. és 199. oldal). Ungvár: Karpati (2004) (ukránul)
- Mihalina László. Otthon minden kő megsegít... (98., 99., 102. és 105. oldal). Vác: Kucsák Könyvkötészet és Nyomda (2011)

## Fordítás
- Ez a szócikk részben vagy egészben  a   Wasyl Turianczyk című lengyel Wikipédia-szócikk ezen változatának fordításán alapul.  Az eredeti cikk szerkesztőit annak laptörténete sorolja fel. Ez a jelzés csupán a megfogalmazás eredetét és a szerzői jogokat jelzi, nem szolgál a cikkben szereplő információk forrásmegjelöléseként.